# Wöstenbach (Hessel)
Der Wöstenbach, auf diversen Karten auch als Wöstengraben bekannt, ist ein etwa 2,8 km langer rechter Nebenfluss der Hessel im nordrhein-westfälischen Peckeloh, einem Ortsteil der Stadt Versmold. Er fließt durch die Peckeloher Bauerschaft Wöste und ist nach dieser benannt. Der Bach hat mehrere Quellen, unter anderem in einem Wald südlich von Peckeloh, die von der Mündung fernste Quelle liegt jedoch im Buschort, einer zur Wöste benachbarten Bauerschaft.